# Lakas
Lakas eller Lakas-Kampi-CMD (Christian Muslim Democrats) är ett politiskt parti i Filippinerna, där den tidigare presidenten Gloria Macapagal-Arroyo är partiledare.  

## Tidigare valresultat

### President
| År   | Kandidat         | Röster     | Röstandel | Valutfall |
| ---- | ---------------- | ---------- | --------- | --------- |
| 1992 | Fidel Ramos      | 5 342 521  | 23,58 %   | vann      |
| 1998 | Jose de Venecia  | 4 268 483  | 15,87 %   | förlorade |
| 2004 | Gloria Arroyo    | 12 905 808 | 39,99 %   | vann      |
| 2010 | Gilberto Teodoro | 4 095 839  | 11,33 %   | förlorade |

### Vice President
| År   | Kandidat                | Röster     | Roöstandel | Valutfall                        |
| ---- | ----------------------- | ---------- | ---------- | -------------------------------- |
| 1992 | Emilio Osmeña           | 3 362 467  | 16,47 %    | förlorade                        |
| 1998 | Gloria Macapagal-Arroyo | 12 667 252 | 49,56 %    | vann                             |
| 2004 |                         |            |            | stöttade Noli de Castro som vann |
| 2010 | Edu Manzano             | 807 728    | 2,30 %     | förlorade                        |

### Senat
| År    | Röster      | Röstandel | Mandat vann | Mandat efter | Valutfall                         |
| ----- | ----------- | --------- | ----------- | ------------ | --------------------------------- |
| 1992  | 48 658 631  | 17,6 %    | 2 / 24      | 2 / 24       | förlorade                         |
| 1995* | 123 678 255 | 68,6 %    | 8 / 12      | 18 / 24      | vann V                            |
| 1998  | 93 261 379  | 45,4 %    | 7 / 12      | 12 / 24      | vann V                            |
| 2001  | 47 466 515  | 19,5 %    | 3 / 13      | 7 / 24       | Självständig-ledd koalition       |
| 2004  | 80 684 233  | 31,7 %    | 2 / 12      | 4 / 24       | Liberal Party-ledd koalition      |
| 2007  | 59 973 862  | 22,3 %    | 3 / 12      | 4 / 24       | Nacionalista Party-ledd koalition |
| 2010  | 38 123 091  | 13,8 %    | 2 / 12      | 4 / 24       | PMP-ledd koalition, förlorade     |
| 2016  | 13 056 845  | 4,1 %     | 0 / 12      | 0 / 24       | Förlorade                         |

* i koalition med LDP

## Filippinska presidenter från Lakas-CMD
- Fidel Ramos (1992-1998)
- Gloria Arroyo (2001-2010)